# Violante d'Aragona e Sicilia
Violante Perez d'Aragona, nota anche come Iolanda di Aragona (Violant in catalano e in aragonese, Violante in spagnolo, in asturiano, in basco, in portoghese e in galiziano; 1273 – Termini Imerese, 19 agosto 1302), principessa d'Aragona e duchessa consorte di Calabria, fu la consorte dell'erede al trono del Regno di Napoli.

## Origine
Figlia quintogenita del re d'Aragona, di Valencia e conte di Barcellona e altre contee catalane, Pietro III il Grande e di Costanza di Sicilia, figlia del re di Sicilia Manfredi (figlio illegittimo dell'imperatore Federico II di Svevia) e di Beatrice di Savoia (1223 – 1259). Era sorella dei re d'Aragona, Alfonso III, Giacomo II, del re di Sicilia, Federico III e della regina del Portogallo, Santa Elisabetta.

## Biografia
Il cronista Bartolommeo di Neocastro, nella sua Historia Sicula nomina Violante assieme ai cinque fratelli (Alfonsus, Elisabeth regina Portugalli…Rex Iacobus, Dominus Fridericus, domina Violanta et dominus Petrus) come figlia di Pietro III (Petro regi Aragonum) e della moglie.
Secondo la Cronaca piniatense, suo fratello, il re d'Aragona Giacomo II, concordò il matrimonio di Violante con l'erede al trono di Sicilia, e futuro re di Napoli, Roberto d'Angiò.

Infatti il 23 marzo del 1297, a Roma, in ottemperanza al trattato di Anagni, Violante sposò il duca di Calabria Roberto d'Angiò, figlio quartogenito (terzo maschio) del re di Napoli Carlo II d'Angiò detto lo Zoppo e di Maria d'Ungheria (1257 ca. – 25 marzo 1323), figlia del re d'Ungheria, Stefano V ed Elisabetta di Cumania. Roberto era il nipote del re d'Ungheria Ladislao IV.
Violante morì nell'agosto del 1302, poco prima della pace di Caltabellotta, avvenuta il 31 agosto, che mise fine alla prima fase della guerra del Vespro, nella località di Termini, quando era al seguito del marito che comandava le truppe angioine che avevano invaso la Sicilia. Violante morì senza essere divenuta regina, in quanto il marito non aveva ancora ereditato il regno di Napoli e gli altri titoli che gli spettavano.

Dato che la Sicilia rimaneva aragonese, la salma di Violante fu trasportata in Provenza, terra degli angioini, e fu inumata a Marsiglia nella chiesa dei frati minori.

## Discendenza
Violante a Roberto diede due figli:
- Carlo (Napoli, 1298 – Napoli, 9 novembre 1328), duca di Calabria e erede del regno di Napoli e padre di Giovanna, che alla sua morte divenne l'erede del regno;
- Luigi (Catania, 1301 – Napoli, 12 agosto 1310).[6][7][8]

## Ascendenza
|                              |                       |                        | Genitori                      |  |  | Nonni |  |  | Bisnonni             |  |  | Trisnonni            |  |
|                              |                       |                        |                               |  |  |       |  |  | Pietro II di Aragona |  |  | Alfonso II d'Aragona |  |
|                              |                       |                        |                               |  |  |       |  |  | Pietro II di Aragona |  |  | Alfonso II d'Aragona |  |
|                              |                       | Sancha di Castiglia    |                               |  |  |       |  |  | Pietro II di Aragona |  |  |                      |  |
| Giacomo I d'Aragona          |                       |                        |                               |  |  |       |  |  | Pietro II di Aragona |  |  |                      |  |
|                              |                       | Maria di Montpellier   | Guglielmo VIII di Montpellier |  |  |       |  |  |                      |  |  |                      |  |
|                              |                       | Maria di Montpellier   | Guglielmo VIII di Montpellier |  |  |       |  |  |                      |  |  |                      |  |
|                              |                       | Maria di Montpellier   | Eudocia Comnena               |  |  |       |  |  |                      |  |  |                      |  |
| Pietro III d'Aragona         |                       | Maria di Montpellier   |                               |  |  |       |  |  |                      |  |  |                      |  |
|                              |                       | Andrea II d'Ungheria   | Béla III d'Ungheria           |  |  |       |  |  |                      |  |  |                      |  |
|                              |                       | Andrea II d'Ungheria   | Béla III d'Ungheria           |  |  |       |  |  |                      |  |  |                      |  |
|                              |                       | Andrea II d'Ungheria   | Agnese d'Antiochia            |  |  |       |  |  |                      |  |  |                      |  |
| Iolanda d'Ungheria           |                       | Andrea II d'Ungheria   |                               |  |  |       |  |  |                      |  |  |                      |  |
|                              |                       | Iolanda di Courtenay   | Pietro II di Courtenay        |  |  |       |  |  |                      |  |  |                      |  |
|                              |                       | Iolanda di Courtenay   | Pietro II di Courtenay        |  |  |       |  |  |                      |  |  |                      |  |
|                              |                       | Iolanda di Courtenay   | Iolanda di Fiandra            |  |  |       |  |  |                      |  |  |                      |  |
| Violante d'Aragona e Sicilia |                       | Iolanda di Courtenay   |                               |  |  |       |  |  |                      |  |  |                      |  |
|                              | Federico II di Svevia | Enrico VI di Svevia    |                               |  |  |       |  |  |                      |  |  |                      |  |
|                              | Federico II di Svevia | Enrico VI di Svevia    |                               |  |  |       |  |  |                      |  |  |                      |  |
|                              | Federico II di Svevia | Costanza d'Altavilla   |                               |  |  |       |  |  |                      |  |  |                      |  |
| Manfredi di Sicilia          | Federico II di Svevia |                        |                               |  |  |       |  |  |                      |  |  |                      |  |
|                              |                       | Bianca Lancia          | Bonifacio I d'Agliano         |  |  |       |  |  |                      |  |  |                      |  |
|                              |                       | Bianca Lancia          | Bonifacio I d'Agliano         |  |  |       |  |  |                      |  |  |                      |  |
|                              |                       | Bianca Lancia          | Bianca Lancia                 |  |  |       |  |  |                      |  |  |                      |  |
| Costanza di Sicilia          |                       | Bianca Lancia          |                               |  |  |       |  |  |                      |  |  |                      |  |
|                              |                       | Amedeo IV di Savoia    | Tommaso I di Savoia           |  |  |       |  |  |                      |  |  |                      |  |
|                              |                       | Amedeo IV di Savoia    | Tommaso I di Savoia           |  |  |       |  |  |                      |  |  |                      |  |
|                              |                       | Amedeo IV di Savoia    | Margherita di Ginevra         |  |  |       |  |  |                      |  |  |                      |  |
| Beatrice di Savoia           |                       | Amedeo IV di Savoia    |                               |  |  |       |  |  |                      |  |  |                      |  |
|                              |                       | Margherita di Borgogna | Ugo III di Borgogna           |  |  |       |  |  |                      |  |  |                      |  |
|                              |                       | Margherita di Borgogna | Ugo III di Borgogna           |  |  |       |  |  |                      |  |  |                      |  |
|                              |                       | Margherita di Borgogna | Beatrice di Albon             |  |  |       |  |  |                      |  |  |                      |  |
|                              |                       | Margherita di Borgogna |                               |  |  |       |  |  |                      |  |  |                      |  |